# 巴恩角
77°35′S 166°14′E / 77.583°S 166.233°E
巴恩角（英語：Cape Barne）是南極洲的海岬，位於羅斯島西部，處於羅德斯角和埃文斯角之間，海拔高度120米，由羅伯特·斯科特率領的英國探險隊發現，現時由南極條約體系管理。